# هاجیمه یاتاته
هاجیمه یاتاته (انگلیسی: Hajime Yatate) یک نام مستعار برای مشارکت‌های جمعی کارکنان انیمیشن بندای نامکو فیلم‌ورکس است.